# Mukhtar Dadachov
 (février 2023).
Mukhtar Dadachov (en azéri : Muxtar Baba oğlu Dadaşov, né le 11 septembre 1913 à Bakou et mort le 7 mai 1998 à Bakou) est un acteur de théâtre et de cinéma soviétique et azerbaïdjanais, réalisateur, scénariste et caméraman. Artiste émérite de la RSS d'Azerbaïdjan (1960), Artiste du peuple de la RSS d'Azerbaïdjan (1976), Lauréat du Prix d'État de la RSS d'Azerbaïdjan (1980).

## Biographie
Depuis 1924, M. Dadachov est acteur du Théâtre d'Azerbaïdjan M. Azizbekov (Bakou). En 1929-1931 il travaille au Théâtre de la jeunesse de Bakou. Depuis 1931, il est directeur de la photographie au studio de cinéma (plus tard le studio de cinéma de Bakou Azerbaïdjanfilm nommé d'après Djafar Djabbarli). En 1933, Dadachov se rend à Moscou pour faire des études supérieures. Là, il participe au tournage de quelques films. À son retour à Bakou il reprend le travail de caméraman dans le studio de cinéma. Les événements socio-politiques importants de l'époque constituent le thème principal des documentaires qu'il tourne. En 1943, il réalise un film documentaire intitulé  Bakou se bat.
Son début en tant que directeur de création est le long métrage "Au nom de la loi". Il écrit le scénario du film basé sur l'histoire de l'écrivain populaire Suleyman Rahimov « Mehman ».
De 1977 à 1983, Mukhtar Dadashov travaille comme directeur artistique de l'Union des films documentaires au studio de cinéma Azerbaijanfilm du nom de Djafar Djabbarli.

## Réalisateur
- 1968 : Au nom de la loi (film, 1968) (ru)
- 1974 : Les vents soufflent à Bakou (ru)